# Birke Haylom
Birke Haylom, född 6 januari 2006, är en etiopisk friidrottare som tävlar i medeldistanslöpning.

## Karriär
Haylom tog guld på 1 500 meter vid Juniorvärldsmästerskapen i friidrott 2022. På Världsmästerskapen i terränglöpning 2023 ingick hon i det etiopiska mixstafettlaget som tog silver.